# The Riddle (singolo Nik Kershaw)
The Riddle è un brano musicale scritto ed interpretato dal cantautore britannico Nik Kershaw, pubblicato il 5 novembre 1984 come primo brano estratto dall'album omonimo.
Il brano, rimasto uno dei più popolari di Kershaw, è famoso per il suo testo enigmatico e di difficile comprensione, che gli ascoltatori hanno tentato più volte di interpretare; lo stesso artista ha affermato che in realtà le parole della canzone non avrebbero nessun significato, risultando semplicemente una "voce guida" adattata alla musica, e ha dichiarato: "In breve, 'The Riddle' è una sciocchezza, spazzatura, idiozie, le divagazioni confuse di una popstar degli anni '80".

## Video musicale
Il video musicale del brano mostra Kershaw che cammina in una casa a forma di punto interrogativo e termina con la telecamera che si allontana da Kershaw per rivelare che il punto interrogativo è in un vicolo, a quel punto, un uomo con un costume verde visto in precedenza nel video arriva e lo raccoglie. L'uomo è l' Enigmista, un cattivo dei fumetti di Batman, il cavaliere nero.

## Tracce
45 Giri

A "The Riddle" - 3:52	

B "Progress" (Live) - 3:02
33 Giri

A "The Riddle" (Extended Riddle) - 5:08

B "Progress" (Live) - 3:02
Audiocassetta

A1 "The Riddle" - 3:52

A2 "Interview"		

A3 "Progress" (Live) - 3:02

B1 "I Won't Let the Sun Go Down on Me" (Extended Mix)		

B2 "Wouldn't It Be Good" (Extended Mix)

## Classifiche
| Classifica (1984)   |                          | Posizione massima | Settimane in classifica |
| ------------------- | ------------------------ | ----------------- | ----------------------- |
| Regno Unito         | Regno Unito (bandiera)   | 3                 | 11                      |
| Norvegia            | Norvegia (bandiera)      | 5                 | 14                      |
| Svezia              | Svezia (bandiera)        | 5                 | 6                       |
| Nuova Zelanda       | Nuova Zelanda (bandiera) | 6                 | 15                      |
| Germania            | Germania (bandiera)      | 8                 | 13                      |
| Belgio (Vallonia)   | Belgio (bandiera)        | 8                 | 9                       |
| Italia(*) (1984/85) | Italia (bandiera)        | 10                | —                       |
| Svizzera            | Svizzera (bandiera)      | 15                | 9                       |
| Francia             | Francia (bandiera)       | 18                | 17                      |
| Paesi Bassi         | Paesi Bassi (bandiera)   | 19                | 10                      |

(*) Rimane nella classifica dei singoli più venduti in Italia tra la fine del 1984 e del 1985, raggiungendo la decima posizione della hit parade settimanale e risultando fra i primi 100 del 1985.

## Altre versioni

### Versione di Gigi D'Agostino
Nel dicembre 1999 il DJ italiano Gigi D'Agostino ha realizzato una cover remixata in chiave dance del brano, inserita nell'album L'amour toujours.
| Classifica (1999)     |                        | Posizione massima | Settimane in classifica |
| --------------------- | ---------------------- | ----------------- | ----------------------- |
| Germania              | Germania (bandiera)    | 4                 | 18                      |
| Paesi Bassi           | Paesi Bassi (bandiera) | 4                 | 16                      |
| Belgio (Vallonia)     | Belgio (bandiera)      | 4                 | 12                      |
| Francia               | Francia (bandiera)     | 7                 | 25                      |
| Svizzera              | Svizzera (bandiera)    | 8                 | 19                      |
| Austria               | Austria (bandiera)     | 14                | 29                      |
| Italia(*) (1999/2000) | Italia (bandiera)      | 21                | —                       |

(*) Rimane nella classifica dei singoli più venduti in Italia tra la fine del 1999 e del 2000, raggiungendo la ventunesima posizione della hit parade settimanale e risultando fra i primi 51 del 1999.

### Versione di Prezioso feat. Marvin
Nel 2009 è stata realizzata una cover house del brano dal gruppo musicale dance italiano Prezioso feat. Marvin.

La canzone è stata pubblicata come EP sotto l'etichetta Bang Record capitanata da DJ Ross, e ha avuto un buon successo radiofonico e un piazzamento al primo posto di molte chart europee tra le quali quella francese.

### Versione di Jack Holiday e Mike Candys
Il 19 novembre 2012 è stata realizzata una terza cover della canzone dal duo Jack Holiday & Mike Candys, modificando il titolo in The Riddle Anthem.